# Francisco de Tembleque
Francisco de Tembleque (Tembleque, Toledo, ? - Puebla de los Ángeles, México, 1 de octubre de 1589 o 1590) fue un fraile franciscano español.

## Biografía
Nació en la localidad toledana de Tembleque y emigró a la Nueva España a finales de la tercera década del siglo XVI o principios de la cuarta, junto con Fray Juan de Romanones; de acuerdo al historiador Gerardo Bravo Vargas se desconoce su nombre real, pero es casi seguro que no haya sido Francisco, esto considerando que era costumbre entre las órdenes religiosas el uso del nombre del santo al que le gustaría imitar en vida, Francisco de Tembleque lo habría tomado de San Francisco de Asís, agregando como apellido el nombre de su población de origen.
Poco se sabe de su vida, pero en el año de 1545 inicia la construcción del acueducto Tembleque, la obra hidráulica más ambiciosa e importante de América durante el siglo XVI, que concluiría en 1563. La construcción transportaba agua desde en el actual municipio de Zempoala, en el estado de Hidalgo, las faldas del cerro El Tecajete, hasta la población de Otumba, en el Estado de México. Este acueducto tiene una longitud de 39,8 kilómetros con 6 arquerías monumentales, de las cuales la más importante se localiza en Santiago Tepeyahualco, Estado de Hidalgo, y declarado Patrimonio de la Humanidad en 2015. Este acueducto es el más largo en su tipo en el mundo solo superado por el acueducto de Segovia.
De acuerdo al Menologio Franciscano de Fray Agustín de Betancourt, Francisco de Tembleque falleció en la ciudad de Puebla de los Ángeles un 1 de octubre, probablemente de 1589 o 1590.